# Fiedler & Lundgren
Fiedler & Lundgren är en tillverkare av snus, med varumärken som Mocca, Granit, Lundgrens och Lucky Strike. Verksamheten har funnits i Malmö sedan 2002, men var tidigare etablerad i Göteborg 1783-1915 och därefter i Köpenhamn. 

## Historia
Verksamheten grundlades ursprungligen av en skräddare av utländsk härkomst, Samuel Fiedler, som 1783 i Göteborg startade en tobaks- och snusfabrik i fastigheten Kyrkogatan 40. Fabriken övertogs av ättlingarna, av vilka August Edward Fiedler 1835 ingick bolag med Fredrik Lundgren, som drev fabrikationen vidare under namnet Fiedler & Lundgren. Fiedler dog redan 1835, varefter Lundgren drev verksamheten vidare på egen hand fram till 1865. Då övertogs firman av medarbetarna Anders Fredrik Nilsson (1821-1889) och Ivar S. Nilsson (1842-1876), vilka fortsatte gemensamt fram till Ivar S. Nilssons död 1876. Därefter drev A.F. Nilsson företaget ensam fram till 1882, då medarbetarna Emil Nilsson och John Sjöberg övertog och slutligen drevs firman av Emil Nilssons son, Harald Nilsson. Fabrikens produktion av snus och tobak hade god avsättning främst i södra och mellersta Sverige.      
Produktionen pågick fram till 1915 då tobaksmonopol infördes i Sverige. Företaget flyttade då till Köpenhamn, där man lanserade märkena Göteborgs Snus, en kraftig snustyp, som nu produceras i Holstebro, och den mildare Stockholms Snus. År 1961 nådde avsättningen 750 000 000 snusdosor, men sen gick det sämre och produktions- och försäljningsrättigheterna övergick till Skandinavisk Tobakskompagni, som från sommaren 1987 framställde de gamla snusmärkena. 

## Dagens företag
Den 15 september 2002 grundades Fiedler & Lundgren AB på nytt, men nu i Malmö. Fiedler & Lundgren ägdes då till hälften av Skandinavisk Tobakskompagni A/S och till hälften av Orlik Tobacco Company A/S. Företaget ägs sedan 2008 av British American Tobacco Company.